# Trappistenkloster Koutaba

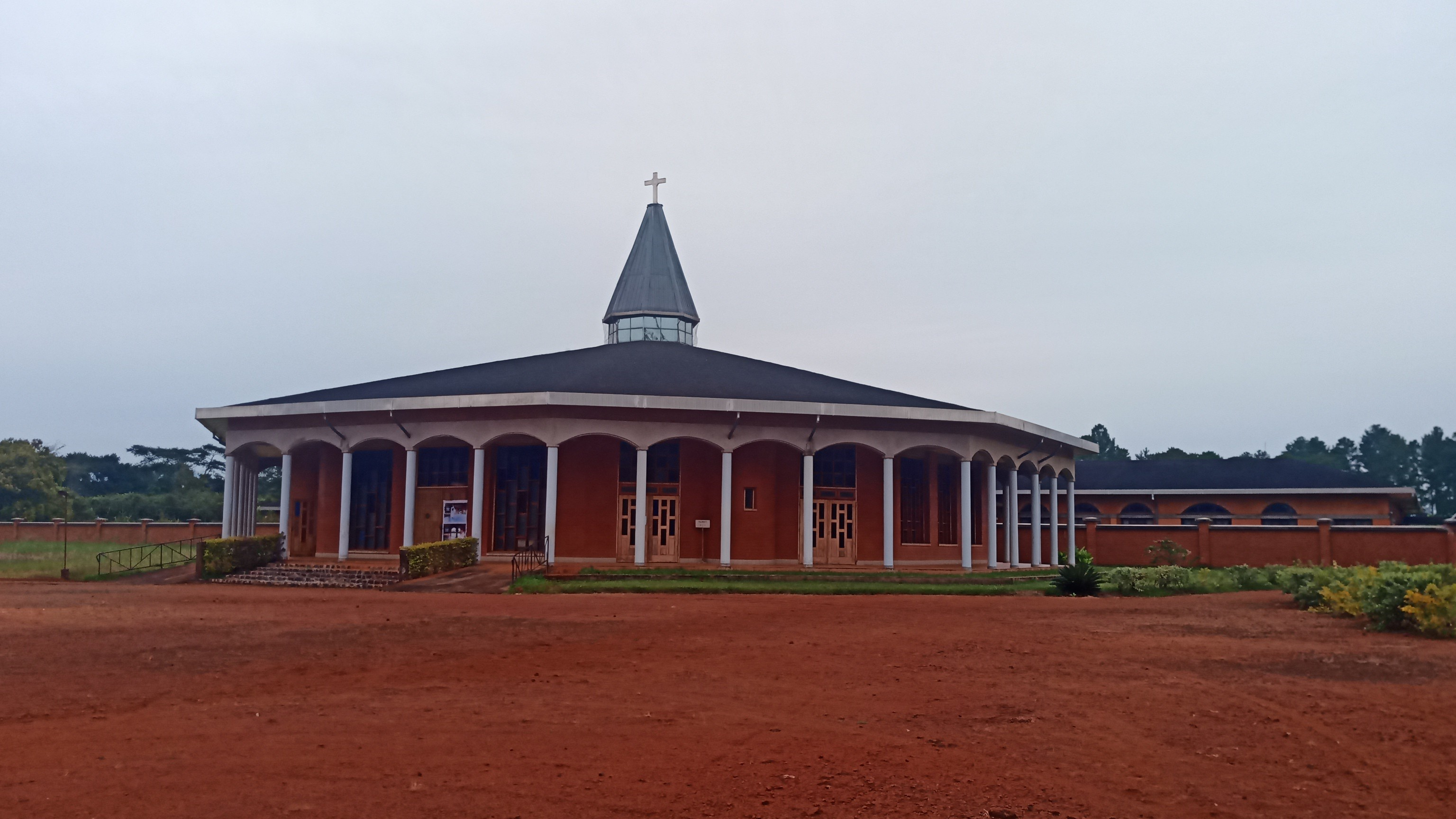
Kloster Koutaba

Das Kloster Koutaba (lat. Monasterium Beatae Mariae de Koutaba; franz. Monastère Notre-Dame de Koutaba) ist seit 1968 ein Kloster der Trappisten in Koutaba im Département Noun in Kamerun, Diözese Bafoussam.

## Geschichte
Das französische Trappistenkloster Aiguebelle gründete 1951 in Minlaba in Mengueme in Kamerun das Tochterkloster Notre-Dame d’Afrique (Unserer Lieben Frau von Afrika), das 1955 nach Obout in Nkolmetet verlegt wurde. Dort wechselte es 1957 den Namen und nannte sich Notre-Dame de Grandselve (nach dem durch die Französische Revolution aufgelösten Kloster Grandselve). 1968 zogen die Trappisten weiter nach Koutaba im Département Noun und gründeten dort das Kloster Notre-Dame de Koutaba, das 1988 zum Priorat erhoben wurde. In Obout folgten ihnen Trappistinnen des französischen Klosters La Coudre aus Laval nach und übernahmen auch die Klosterbezeichnung Notre-Dame de Grandselve.
Obere:
- Marie Moullin (1951–1952)
- Aelred Girardon (1952–1956) (1989–1995 Abt von Aiguebelle)
- Pierre Faye (1956–1960, 1966–1974)
- Étienne Desroches (1960–1964)
- Henri Parisot (1964–1966)
- Hubert d’Hamonville (1974–1979)
- Georges Delomier (1979–1994, 2007–2008)
- Claude Richard (1994–1997)
- Charles Amihere (1997–1998)
- Germain Mbida Mbida (1998–2007)
- Étienne Harding Mboule (2014–2017)
- Henri Fouda (CSSp)